# フィリップ・シャルリエ
フィリップ・シャルリエ（Philippe Charlier、1977年6月25日 - ） は、フランスの検死官、法医学者、古病理学者である。
文学博士（フランス国立高等研究院、第4学科）。
パリ郊外のレイモン＝ポアンカレ大学病院で検死医を務める。モー（Meaux）在住。

## 来歴
イル・ド・フランス地域圏のセーヌ=エ=マルヌ県モーで生まれた。父親は医者、母親は薬剤師。10歳の時に初めて発掘調査を行い、人間の頭蓋骨を発見した。ミシュレ研究所で考古学と美術史を学び、レイモン・ポアンカレ大学病院の法医学部に所属していた。
シャルリエの研究は、リチャード獅子心王、アニェス・ソレル、フルク3世 (アンジュー伯)、ディアーヌ・ド・ポワチエの遺骨、フランスに散らばったルイ9世の聖遺物、ジャンヌ・ダルクの偽の聖遺物、アンリ4世の推定頭部に焦点を当てている。
2017年、彼はアドルフ・ヒトラーの歯の遺骨の真正性を再確認した。これは発見が確認されたナチス独裁者の唯一の遺骨である。

## 著書（邦訳のみ）
- フィリップ・シャルリエ『死体が語る歴史　古病理学が明かす世界』河出書房新社、2008年